# Parti démocrate progressiste (Tunisie)
Pour les articles homonymes, voir Parti démocrate progressiste.
Le Parti démocrate progressiste (arabe : الحزب الديمقراطي التقدمي) ou PDP est un parti politique tunisien fondé le 13 décembre 1983. Il est légalisé officiellement le 12 septembre 1988 avant de fusionner au sein d'Al Joumhouri le 9 avril 2012.
Le parti participe à toutes les élections législatives de 1989 à 1999 mais boycotte celles de 2004 et 2009 ; il ne compte donc aucun représentant à la Chambre des députés avant la révolution de 2011. Par la suite, il dispose de seize sièges à l'assemblée constituante dont Chebbi et Maya Jribi, sa secrétaire générale.

## Histoire
Créé initialement sous le nom de Rassemblement socialiste progressiste par un certain nombre de groupes marxistes, le PDP est rebaptisé au début des années 2000 à la suite de la révision de sa ligne idéologique.

### Rassemblement socialiste progressiste
À l'origine, le parti est créé dans le sillage des premières élections pluralistes que connaît la Tunisie en 1981. Ahmed Néjib Chebbi, ancien militant du mouvement Baath puis du groupe Perspectives - L'Ouvrier tunisien lourdement condamné à la prison, profite de la grâce obtenue pour fonder avec d'autres militants de gauche comme Rachid Khéchana ou Omar Mestiri une union de plusieurs groupes de gauche. En 1983, le groupe de dissidents devient un parti politique qui prend le nom de Rassemblement socialiste progressiste (RSP). Le parti n'est alors pas reconnu par le ministère de l'Intérieur tunisien.
Avec l'arrivée au pouvoir de Zine el-Abidine Ben Ali, le 7 novembre 1987, le RSP obtient sa légalisation. À cette époque, un espoir démocratique est né en Tunisie à la suite du changement de régime. Le parti, légalisé le 12 septembre 1988, signe avec d'autres partis d'opposition, le gouvernement et les organisations de la société civile, le Pacte national du 7 novembre 1988, censé définir les valeurs et les règles de la démocratie en Tunisie.
Le parti participe aux élections législatives de 1989. Ces élections se traduisent par une victoire du parti au pouvoir, le Rassemblement constitutionnel démocratique, qui remporte le scrutin avec plus de 99 % des voix. Cette victoire est contestée par plusieurs partis d'opposition dont le RSP qui y voit une fraude électorale. Celui-ci boycotte avec d'autres partis d'opposition les élections municipales de juin 1990.
C'est surtout à l'occasion de la campagne de répression contre les islamistes d'Ennahdha que le RSP prend définitivement ses distances avec le pouvoir. Cette indépendance à l'égard du gouvernement et le refus de la participation à l'opposition consensuelle vaut au parti sa marginalisation par les médias tunisiens et la privation de subventions publiques. Le parti n'obtient aucun siège au parlement lors des élections législatives de 1994 et 1999.

### Années 2000 et révision idéologique
Le Rassemblement socialiste progressiste est rebaptisé à l'occasion de son congrès de juin 2001 dans le but d'« étendre ses bases idéologiques ». En 2002, il conteste les modifications constitutionnelles soumises au référendum du 26 mai et qui autorisent notamment le président Ben Ali à se présenter deux fois à l'élection présidentielle.

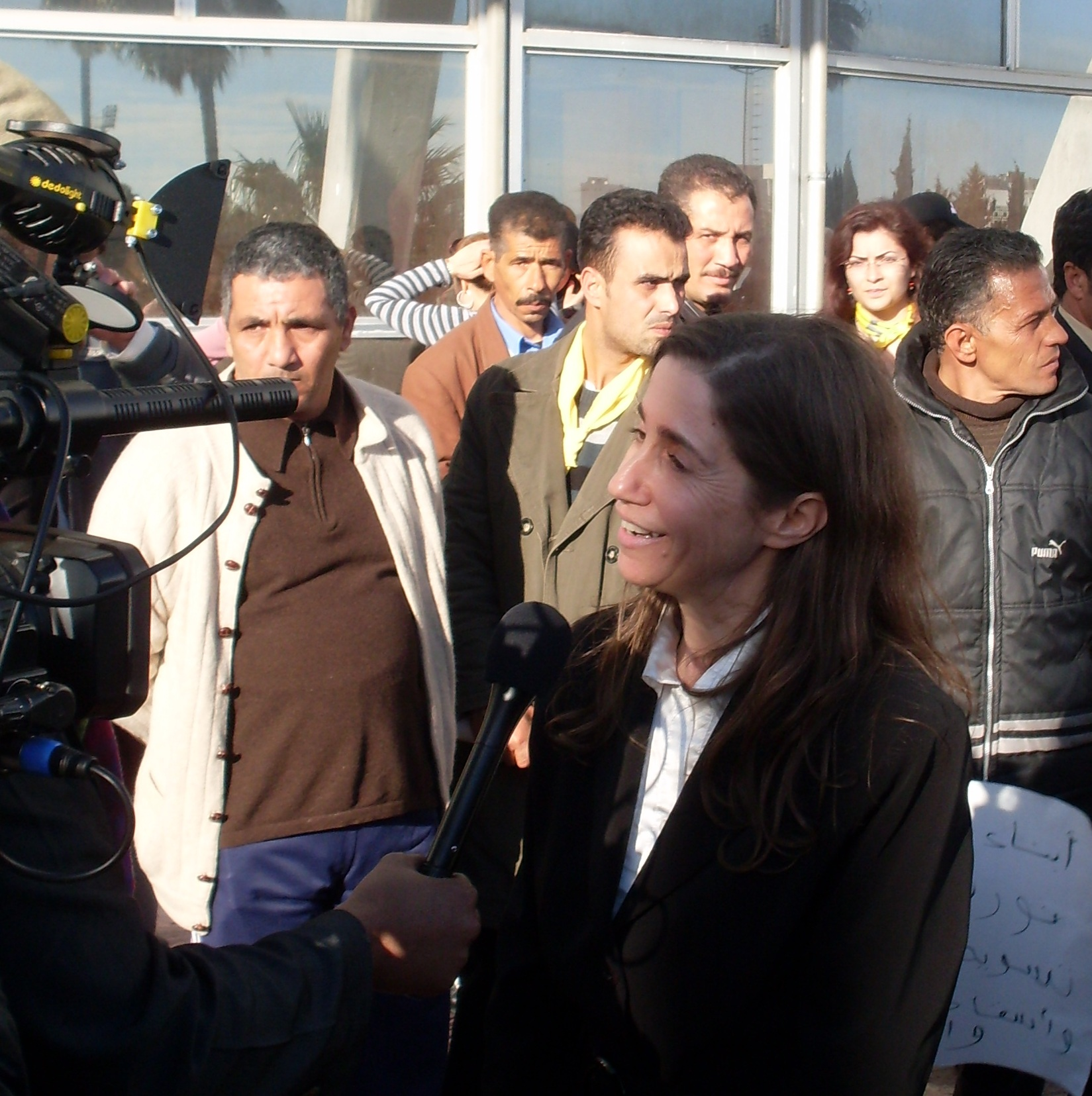
Maya Jribi, secrétaire générale du parti.

En octobre-novembre 2005, Chebbi participe à la grève de la faim de huit personnalités de la société civile tunisienne. À l'issue du congrès de décembre 2006, la biologiste Maya Jribi devient secrétaire générale et ainsi la première femme à diriger un parti politique tunisien. Elle remplace Chebbi qui continue de siéger au sein d'un bureau politique composé de 28 membres. Du 20 septembre au 20 octobre 2007, Jribi et Chebbi suivent une grève de la faim pour protester contre la décision judiciaire prise le 1er octobre d'expulser leur parti des locaux qu'il occupe au centre de Tunis. Un compromis est finalement trouvé avec le propriétaire qui abandonne les poursuites en contrepartie d'un nouveau contrat de bail.
En vue de l'élection présidentielle de 2009, Chebbi est le premier candidat à se déclarer dès le 12 février 2008, tout en exigeant une réforme du Code électoral pour supprimer notamment la clause sur le parrainage des candidats. Le 24 juillet, le parlement adopte un amendement constitutionnel exceptionnel qui supprime cette condition de parrainage mais restreint « la possibilité de dépôt de candidature à la présidence de la république [au] premier responsable de chaque parti », ce qui écarte donc Chebbi. Rachid Khéchana, autre dirigeant du PDP, déplore à l'Agence France-Presse un « amendement [...] conçu sur mesure pour écarter notre candidat ». Le comité central du PDP réuni les 8 et 9 novembre décide par 39 voix contre 16 que la candidature de Chebbi est maintenue,.

### Années 2010

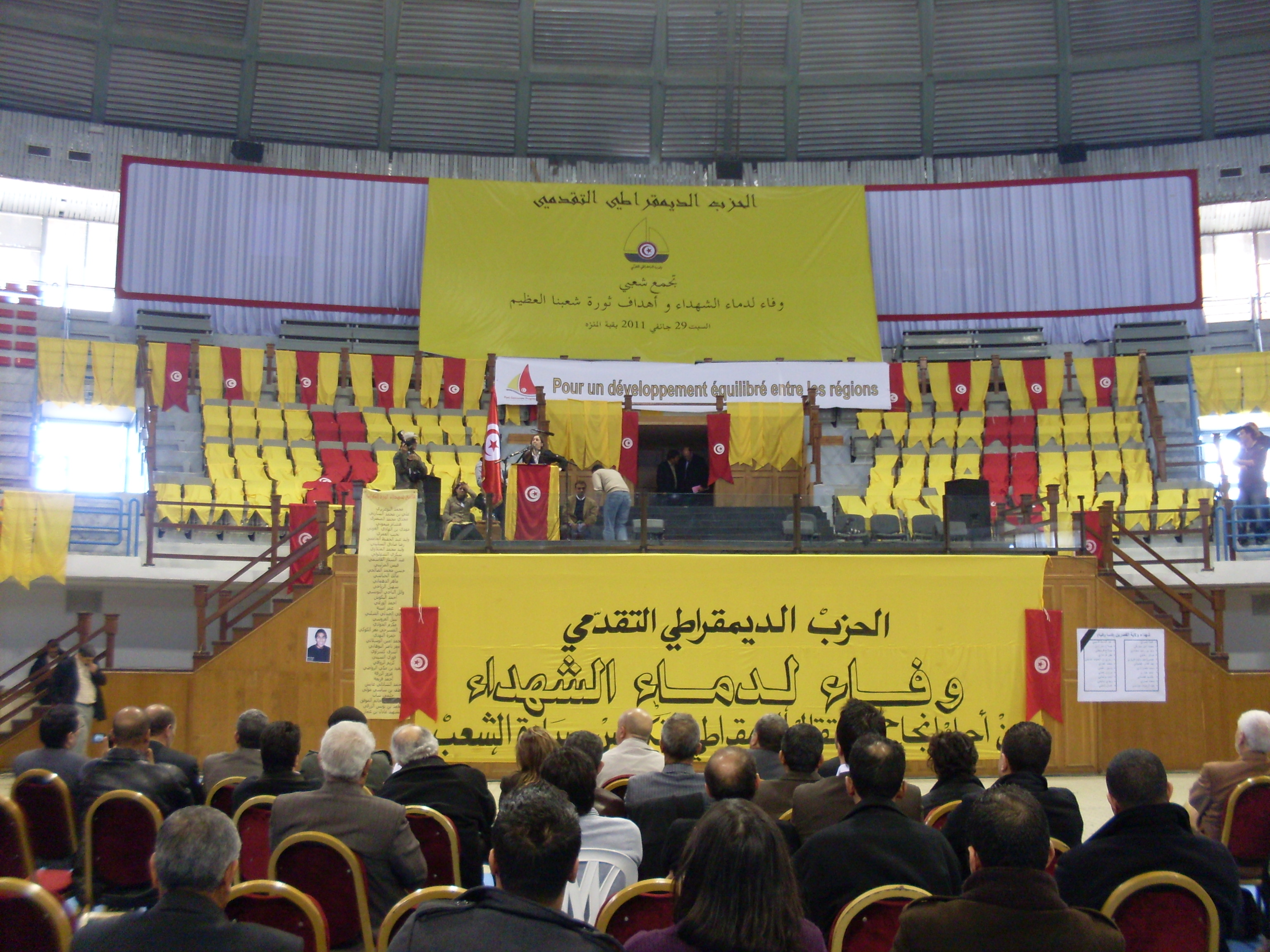
Meeting du Parti démocrate progressiste à Tunis, le 29 janvier 2011.

Sous le régime Ben Ali, le parti serait le seul mouvement de l'opposition reconnue, en plus du Forum démocratique pour le travail et les libertés, à ne pas recevoir de financement public. Il vit alors grâce à la vente de son journal, l'hebdomadaire Al Mawkif, qui n'est pas subventionné non plus, et aux dons de ses adhérents.
Après la révolution de 2011, la question du financement est évoquée par les médias, notamment le Financial Times qui relate la réaction du PDP ainsi que d'Ennahdha lorsque la Haute instance pour la réalisation des objectifs de la révolution, de la réforme politique et de la transition démocratique travaille sur un projet de loi à soumettre au président de la République tunisienne par intérim, Fouad Mebazaa. En effet, ces partis sont les mieux financés de la scène politique tunisienne et voient d'un mauvais œil le plafonnement des dons individuels aux partis et le plafonnement global sur le financement des partis. Le PDP aurait déclaré que l'instance avait outrepassé ses prérogatives. Le 21 juin 2011, le PDP ainsi qu'Ennahdha ont quitté l'instance présidée par Yadh Ben Achour pour protester contre cette loi.
Le 11 janvier 2012, une fusion est annoncée, notamment avec Afek Tounes et le Parti républicain ; celle-ci est officialisée le 9 avril.

## Dirigeants

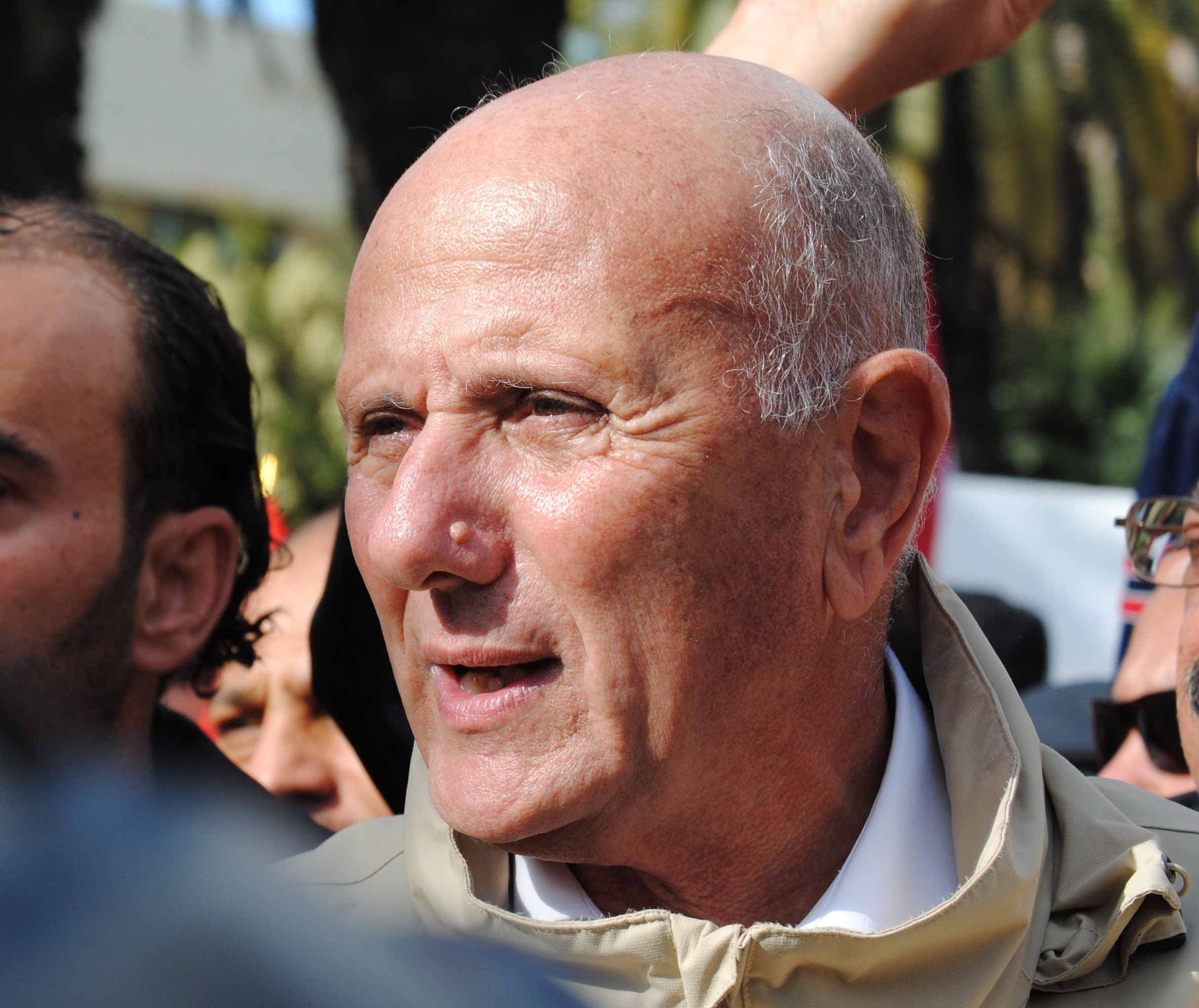
Ahmed Néjib Chebbi 1983-2006
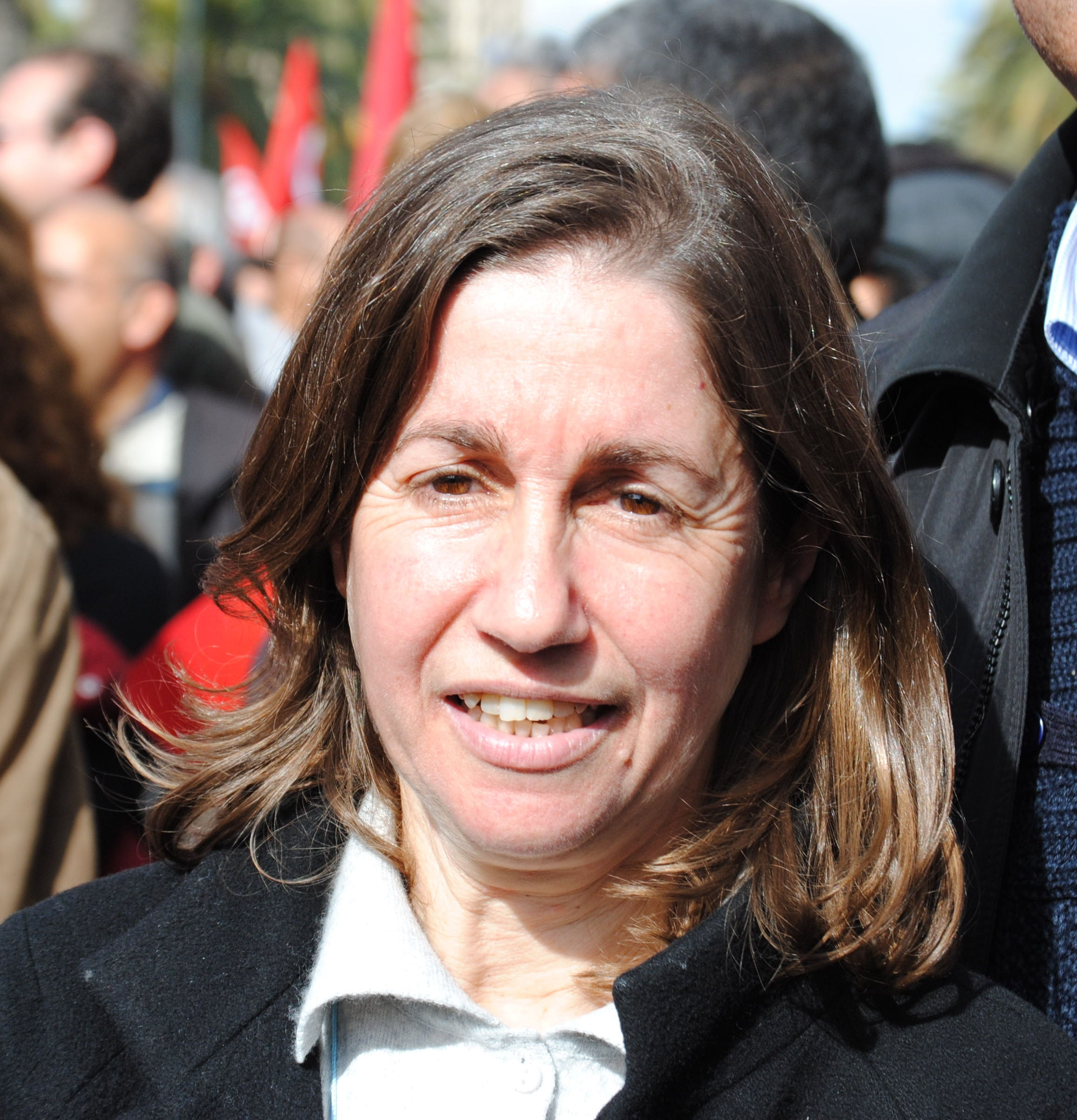
Maya Jribi 2006-2012

## Organe
Le PDP dispose d'un hebdomadaire en langue arabe, Al Mawkif, qui est édité à partir du 12 mai 1984. Il est dirigé par Chebbi et Khéchana. Sous la présidence de Zine el-Abidine Ben Ali, le journal fait l'objet de plusieurs mesures de censure se traduisant par la saisie de numéros dans les kiosques.

## Idéologie
Le PDP se déclare diversifié sur les plans politique et idéologique et regroupe aussi bien des libéraux que des « islamistes progressistes réunis autour d'un même projet de gouvernement alternatif ». Ainsi, l'un de leurs principaux objectifs serait de « montrer à leurs concitoyens que le pluralisme de la Tunisie est en réalité un leurre ».
Le programme électoral du parti est ainsi composé :
- de réformes politiques dont une amnistie générale (prisonniers d'opinion et exilés), la neutralité de l'administration, une information libre, une Constitution qui garantisse les libertés des individus, la séparation des pouvoirs et l'indépendance de la justice, des lois garantissant la liberté d'association et d'expression, etc. ;
- de réformes économiques et sociales basées sur l'instauration des principes de transparence dans les affaires et de bonne gouvernance (pour redynamiser le secteur de l'emploi) et sur une distribution juste des richesses.

## Résultats électoraux
| Année   | Voix    | %      | Rang | Sièges   | Gouvernements                              |
| ------- | ------- | ------ | ---- | -------- | ------------------------------------------ |
| 1989    | 5 720   | 0,40 % | 8e   | 0 / 141  | Extra-parlementaire                        |
| 2009    |         | 0,03 % | 9e   | 0 / 214  | Extra-parlementaire : Ghannouchi II (2011) |
| 2011 AC | 159 826 | 3,94 % | 5e   | 20 / 217 | Opposition                                 |